# Piper rueckeri
Piper rueckeri är en pepparväxtart som beskrevs av Karl Moritz Schumann. Piper rueckeri ingår i släktet Piper och familjen pepparväxter. Inga underarter finns listade i Catalogue of Life.